# Alfonso Leyva
Alfonso Antonio Leyva Yépez (Guadalajara, 6 de enero de 1993) es un exluchador de lucha grecorromana y artista marcial mixto mexicano. Participó en dos Mundiales, consiguiendo la 21.ª posición en 2014. Logró un quinto lugar en los Juegos Centroamericanos y del Caribe de 2014 y en los Juegos Panamericanos de 2015. Ganó dos medallas en Campeonato Panamericano, de plata en 2016. Tercero en Campeonato Centroamericano y del Caribe de 2014.

## Carrera de lucha libre grecorromana
Leyva compitió en la prueba grecorromana masculina de 85 kg en los Juegos Olímpicos de Verano de 2016, en la que fue eliminado en los dieciseisavos de final por Robert Kobliashvili.
Después de conseguir el segundo puesto en los Juegos Panamericanos de 2019, Leyva compitió en la prueba grecorromana masculina de 77 kg en los Juegos Olímpicos de Verano de 2020. En los octavos de final, Leyva fue eliminado del torneo ante Aleksandr Chekhirkin.

## Carrera de artes marciales mixtas
Después de retirarse de la lucha libre tras los Juegos Olímpicos de Verano de 2020 debido a la falta de apoyo, anunció la transición a las artes marciales mixtas. Saltándose la carrera de aficionado, se convirtió en profesional en su país y ha acumulado un récord de 5-0 en la promoción Ultimate Warrior Challenge México.
Leyva hizo su debut en Legacy Fighting Alliance el 8 de julio de 2022 contra Daniel Reis en el evento LFA 135. Ganó la pelea por nocaut técnico en el segundo asalto.

### Récord en artes marciales mixtas
| Récord profesional | Récord profesional | Récord profesional |
| 10 peleas          | 8 victorias        | 2 derrotas         |
| ------------------ | ------------------ | ------------------ |
| Nocaut             | 7                  | 2                  |

| Resultado | Registro | Oponente                  | Método             | Evento        | Fecha                   | Ronda | Tiempo | Localización              | Notas                                               |
| --------- | -------- | ------------------------- | ------------------ | ------------- | ----------------------- | ----- | ------ | ------------------------- | --------------------------------------------------- |
| Victoria  | 8–2      | Ricardo Chávez Villaseñor | Decisión (unánime) | UWC México 56 | 6 de abril de 2025      | 3     | 5:00   | Tijuana                   |                                                     |
| Derrota   | 7–2      | Shamidkhan Magomedov      | KO (golpes)        | LFA 194       | 18 de octubre de 2024   | 1     | 1:17   | Niagara Falls, Nueva York | Por el Campeonato de Peso Welter de la LFA.         |
| Victoria  | 7–1      | Sarek Shields             | KO (rodillazos)    | LFA 173       | 15 de diciembre de 2023 | 2     | 2:51   | Las Vegas, Nevada         |                                                     |
| Derrota   | 6–1      | Chris Brown               | KO                 | LFA 148       | 9 de diciembre de 2022  | 1     | 3:02   | Commerce                  | Por el vacante Campeonato de Peso Welter de la LFA. |
| Victoria  | 6–0      | Daniel Reis               | TKO (codos)        | LFA 135       | 8 de julio de 2022      | 2     | 1:10   | Phoenix                   |                                                     |
| Victoria  | 5–0      | Alberto Galera            | TKO (golpes)       | UWC México 30 | 26 de noviembre de 2021 | 2     | 4:19   | Tijuana                   |                                                     |
| Victoria  | 4–0      | Hiram Furukawa            | TKO (golpes)       | UWC México 29 | 1 de octubre de 2021    | 2     | 1:54   | Tijuana                   |                                                     |
| Victoria  | 3–0      | Fernando Oliva            | TKO (golpes)       | UWC México 25 | 26 de febrero de 2021   | 22    | 4:20   | Tijuana                   |                                                     |
| Victoria  | 2–0      | Luis Guzman               | KO                 | UWC México 24 | 13 de noviembre de 2020 | 1     | 1:48   | Tijuana                   |                                                     |
| Victoria  | 1–0      | Yasser Guzman             | TKO (golpes)       | UWC México 23 | 4 de septiembre de 2020 | 1     | 0:35   | Tijuana                   | Debut en MMA.                                       |